# Vahid Halilhodžić
Vahid "Vaha" Halilhodžić (en serbio cirílico: Вахид Халилхоџић; nacido el 15 de octubre de 1952, Jablanica, República Socialista de Bosnia-Herzegovina) es un exfutbolista internacional y entrenador bosnio, que también cuenta con la nacionalidad francesa. Actualmente se encuentra sin equipo.
Los métodos de entrenamiento de Vahid Halilhodžić se caracterizan por el rigor profesional, la disciplina y la dedicación. En la década de 2000, adquirió una reputación como entrenador duro, incluso "tiránico". Por ello, se le apodó "Coach Vahid". En 2004, fue nombrado Caballero de la Legión de honor. Está casado y tiene dos hijos.

## Carrera

### Como jugador
Considerado como uno de los mejores jugadores de Bosnia en los años 1970 y 1980, Halilhodžić jugaba como delantero y tuvo éxito en el Velež Mostar, el Nantes (siendo el máximo goleador de la Liga francesa en dos ocasiones) y el París Saint-Germain, antes de retirarse a finales de la década de 1980. Fue internacional con Yugoslavia y formó parte del equipo que ganó en 1978 el Campeonato de Europa Sub-21. Con la selección yugoslava fue internacional en 15 partidos y participó en el Mundial de España 1982.

### Como entrenador
Inicios

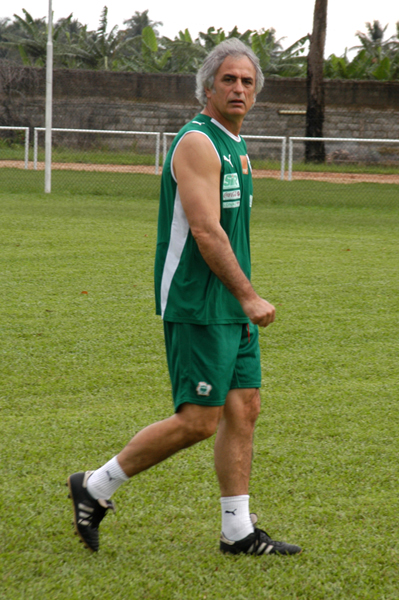
Halilhodžić en 2009.

En 1989, entró en la universidad para obtener el título de entrenador. Al año siguiente, comenzó su carrera como técnico en su exequipo, el Velež Mostar, desempeñando las funciones de director deportivo. 
Debido a la Guerra en Yugoslavia, primero su familia y luego él se instalaron en Francia en 1993. Fichó por el AS Beauvais Oise de la Division 2, al que mantuvo dos temporadas en la segunda división gala antes de dimitir alegando que al club le faltaba ambición. Luego estuvo tres años desempleado pero observando los métodos de diferentes entrenadores como Fabio Capello y Marcello Lippi. Desde entonces, entrenó a un considerable número de equipos en países de habla francesa. 
Raja Casablanca
Entre sus logros se incluye ganar la Liga de Campeones de la CAF 1997 con el Raja Casablanca marroquí. Al año siguiente, dicho equipo fue campeón de la Liga de Marruecos, concediendo sólo una derrota en todo el campeonato.
Lille OSC
A finales de 1998, llegó al banquillo del modesto Lille OSC, que en aquel momento estaba sufriendo en la Ligue 2. Bajo la dirección del técnico bosnio, terminó la temporada en 4.º puesto, y al año siguiente, logró el ascenso a la Ligue 1. Posteriormente, obtuvo la tercera posición (clasificatoria para la Liga de Campeones) en el campeonato 2000-01. Dejó el equipo francés tras un 5.º puesto en la temporada 2001-02, buscando un club con mayores aspiraciones.
Stade Rennais
Tuvo un breve paso por el Stade Rennais, salvando al equipo bretón del descenso (llegó al equipo cuando era colista con sólo 5 puntos tras 10 partidos y terminó 15.º con 40 unidades).
Paris Saint-Germain
En el 2003, fichó por el Paris Saint-Germain, al que dio un importante impulso: fue subcampeón de la Ligue 1 2003-04 y logró ganar la Copa de Francia. Sin embargo, en su segundo curso no obtuvo buenos resultados, y con el equipo eliminado de la Liga de Campeones y situado en una decepcionante 12.ª posición en el Championnat, terminó siendo despedido en febrero de 2005.
Trabzonspor y Ittihad
Durante la mayoría de la temporada 2005-06, entrenó al Trabzonspor de la Superliga de Turquía, que fue 4.º en el campeonato otomano (clasificándose para la Copa de la UEFA); y durante 5 meses de 2006, al Ittihad FC.
Selección de Costa de Marfil
Accedió al cargo de seleccionador de Costa de Marfil en mayo de 2008, obteniendo la clasificación para la Copa África de 2010 y la Copa Mundial de 2010 con "los elefantes" sin perder ningún partido en el proceso. Sin embargo, la eliminación en cuartos de final de este primer torneo provocó su destitución antes de iniciarse la cita mundialista.
Dinamo Zagreb
En la temporada 2010-11, entrenó al Dinamo Zagreb de Croacia, equipo que ganaría el doblete (Liga y Copa) poco después de que una discusión con el presidente provocara que el entrenador dejara la entidad.
Selección de Argelia
En junio de 2011, tomó el mando de la Selección de fútbol de Argelia. Aunque Argelia fue eliminada en la fase de grupos de la Copa África 2013 con un solo punto en su casillero, consiguió clasificarse para el Mundial 2014, donde con un equipo magrebí lleno de jóvenes, alcanzó los octavos de final por primera vez en su historia, ronda en la que fue eliminado en la prórroga por 2-1 ante Alemania (futura campeona del torneo). Pese al buen papel del equipo africano (pasó del 53.º al 17.º puesto del ranking FIFA en esos tres años) y a las peticiones de que siguiera en el cargo, Halilhodžić prefirió dejar el banquillo argelino y optar por nuevos desafíos.
Segunda etapa en el Trabzonspor
Una semana después, se confirmó su regreso al Trabzonspor. El 8 de noviembre de 2014, cuando el equipo turco marchaba 12.º en la Liga turca con 9 puntos, el club comunicó la resolución de contrato con el técnico bosnio "de mutuo acuerdo".
Selección de Japón
El 12 de marzo de 2015, fue nombrado nuevo seleccionador de Japón. El 31 de agosto de 2017, logró clasificar al combinado asiático para la Copa Mundial de Fútbol de 2018. Sin embargo, fue despedido el 9 de abril de 2018, dos meses antes del inicio del torneo, como consecuencia de los malos resultados que estaba cosechando el equipo japonés en los amistosos de preparación.
FC Nantes
El 2 de octubre de 2018, se convirtió en el nuevo entrenador del FC Nantes. Se hizo cargo del equipo francés cuando ocupaba la 19.ª posición tras 8 jornadas de la Ligue 1, pero consiguió 4 victorias en sus 5 primeros partidos y lo llevó al 14.º puesto al finalizar la primera vuelta del torneo. Terminó la temporada llegando a las semifinales de la Copa de Francia, donde fue eliminado por el París Saint-Germain; y obteniendo la 12.ª posición en la Ligue 1. El 2 de agosto de 2019, 10 meses después de su llegada, el club anunció su salida.
Selección de Marruecos
El 15 de agosto de 2019, fue contratado como seleccionador de Marruecos. Tres años después, el 11 de agosto de 2022, y a pesar de haber obtenido la clasificación para la Copa del Mundo, la Real Federación de Fútbol de Marruecos anunció que Halilhodžić había dejado su cargo de seleccionador debido a divergencias sobre la preparación del equipo antes de la cita mundialista.

## Clubes

### Como jugador
| Club                | País                               | Año       | Partidos | Goles |
| ------------------- | ---------------------------------- | --------- | -------- | ----- |
| Velež Mostar        | Yugoslavia ( Bosnia y Herzegovina) | 1971      |          |       |
| NK Neretva          | Yugoslavia ( Croacia)              | 1971-1972 | 18       | 8     |
| Velež Mostar        | Yugoslavia ( Bosnia y Herzegovina) | 1972-1981 | 387      | 189   |
| FC Nantes           | Francia                            | 1981-1986 | 185      | 96    |
| Paris Saint-Germain | Francia                            | 1986-1987 | 41       | 24    |

### Como entrenador
Datos actualizados al 29 de marzo de 2022.
| Club                         | País                 | Año       | P   | PG  | PE  | PP  | % efe. |
| ---------------------------- | -------------------- | --------- | --- | --- | --- | --- | ------ |
| Velež Mostar                 | Bosnia y Herzegovina | 1990-1992 |     |     |     |     |        |
| AS Beauvais Oise             | Francia              | 1993-1994 | 42  | 10  | 19  | 13  | 38.89% |
| Raja Casablanca              | Marruecos            | 1997-1998 | 45  | 28  | 14  | 3   | 72.59% |
| Lille OSC                    | Francia              | 1998-2002 | 159 | 79  | 44  | 36  | 58.91% |
| Stade Rennais                | Francia              | 2002-2003 | 43  | 15  | 10  | 18  | 42.64% |
| Paris Saint-Germain          | Francia              | 2003-2005 | 63  | 28  | 21  | 14  | 55.56% |
| Trabzonspor                  | Turquía              | 2005-2006 | 26  | 12  | 5   | 9   | 52.56% |
| Ittihad FC                   | Arabia Saudí         | 2006      | 10  | 7   | 1   | 2   | 73.33% |
| Selección de Costa de Marfil | Costa de Marfil      | 2008-2010 | 22  | 12  | 9   | 1   | 68.18% |
| Dinamo Zagreb                | Croacia              | 2010-2011 | 32  | 24  | 4   | 4   | 79.17% |
| Selección de Argelia         | Argelia              | 2011-2014 | 31  | 19  | 5   | 7   | 66.67% |
| Trabzonspor                  | Turquía              | 2014      | 14  | 4   | 8   | 2   | 47.62% |
| Selección de Japón           | Japón                | 2015-2018 | 38  | 21  | 9   | 8   | 63.16% |
| FC Nantes                    | Francia              | 2018-2019 | 37  | 17  | 6   | 14  | 51.35% |
| Selección de Marruecos       | Marruecos            | 2019-2022 | 30  | 21  | 8   | 1   | 78.89% |
| Total                        | Total                | Total     | 598 | 299 | 166 | 133 | 59.25% |
| Fuente                       |                      |           |     |     |     |     |        |